# Veliki Raven
Veliki Raven falu Horvátországban Kapronca-Kőrös megyében. Közigazgatásilag Kőröshöz tartozik.

## Fekvése
Köröstől 7 km-re délnyugatra fekszik.

## Története
A település a 18. században a kiskemléki (Gornja Rijeka) uradalomhoz tartozott.
1857-ben 408, 1910-ben 642 lakosa volt. Trianonig Belovár-Kőrös vármegye Körösi járásához tartozott. 2001-ben 264 lakosa volt.

## Külső hivatkozások
Körös város hivatalos oldala